# Noah Darvich
Noah Darvich   (Bad Krozingen, 25 de setembre de 2006) és un futbolista alemany d'ascendència iraquiana que juga com a migcampista ofensiu al VfB Stuttgart.

## Carrera esportiva
Darvich va formar-se esportivament a l'Sport-Club Freiburg i la temporada 2022-23, amb 16 anys, va fer el salt a la Bundesliga sub-19.

### FC Barcelona
El 8 d'agost de 2023, Darvich va fitxar pel Barcelona Atlètic. Es va incorporar al FC Barcelona Atlètic procedent del SC Freiburg de la Bundesliga alemanya amb un acord de traspàs per valor de 5 milions d'euros. L'11 d'octubre de 2023, va ser nomenat pel diari anglès The Guardian com un dels millors jugadors nascuts el 2006 a tot el món.